# Amritodus saeedi
Amritodus saeedi är en insektsart som beskrevs av Ahmed, S. Naheed och M. Ahmed 1980. Amritodus saeedi ingår i släktet Amritodus och familjen dvärgstritar. Inga underarter finns listade i Catalogue of Life.